# Ferdinand VI., španjolski kralj
Ferdinand VI., zvan Razboriti (Madrid, 23. rujna 1713. – † Villaviciosa de Odón, 10. kolovoza 1759.). Kralj Španjolske od 1746. do 1759. godine. Bio je treći sin Filipa V. i njegove prve žene Maríe Luise Gabriele Savojske.
Princom od Asturije imenovan je 1724. Pet godina kasnije oženio se Bárbarom de Braganza, kćerkom portugalskog kralja Ivana V. i austrijske nadvojvotkije Mariane. Godine 1746. nasljedio je svoga oca na španjolskom prijestolju.